# おっしょい!福岡
『おっしょい!福岡』（おっしょい ふくおか）は、NHK福岡放送局が1997年4月から2004年3月まで平日の夕方に放送していた地域情報番組（ニュース）。
当初は2017年現在と同じく18:10スタートだったことから、「おっしょい!福岡610」というタイトルだった。その後、全国のニュースをローカルニュースに内包するスタイルに変わったのを機に「おっしょい!福岡600」と改められたが、後に再び全国ニュースが分離され、タイトルから開始時刻を外した。
キャスターは基本的に山下信（NHKアナウンサー）が務めていたが、山下は途中単身赴任で東京に移っていた。その間は、白崎義彦（NHKアナウンサー）や山田重光（NHKアナウンサー）がキャスターを務めていた。
番組の終了後、この枠は『情報ワイド福岡いちばん星』に内包されて同番組のニュースパートとなったが、同番組そのものの終了によって2007年4月以降は再び単独番組へと戻っている。